# Thanos
Thanos, è un personaggio dei fumetti statunitensi creato da Jim Starlin (testi e disegni) e pubblicato dalla Marvel Comics. Ha esordito sulla serie The Invincible Iron Man (vol. 1) n. 55. Il nome del personaggio deriva da Tanato (o Thánatos), la personificazione della Morte nella mitologia greca. È il più potente della specie degli Eterni.

## Storia editoriale
Jim Starlin ebbe l'ispirazione per creare il personaggio di Thanos al college, durante una lezione di psicologia. Per l'aspetto fisico si ispirò a Darkseid e Metron, due personaggi della saga del Quarto Mondo che Jack Kirby realizzò per la DC Comics. Inizialmente Starlin pensava di rendere Thanos più simile a Metron che a Darkseid, ma il redattore della Marvel, Roy Thomas, gli suggerì di conferirgli un fisico più massiccio come quello di Darkseid.
Thanos fece la sua prima apparizione e disse la frase ''io sono ineluttabile '' in Iron Man n. 55 del febbraio 1973, in una storia scritta da Jim Starlin e Mike Friedrich. La trama incominciata in quel numero venne proseguita sulle pagine di Captain Marvel nn. 25-33 (marzo 1973 - luglio 1974), Marvel Feature n. 12 (novembre 1973), Daredevil n. 107 (gennaio 1974) e Avengers n. 125 (luglio 1974).
Il personaggio ritornò durante la saga di Adam Warlock narrata in Strange Tales nn. 178-181 (febbraio - agosto 1975), Warlock nn. 9-11 (ottobre 1975 - gennaio 1976), Marvel Team-Up n. 55 (marzo 1977) e i due annual di Avengers e Marvel Two-in-One del 1977 ed ebbe un cameo nella graphic novel La morte di Capitan Marvel (aprile 1982).
Dopo quasi un decennio di assenza, Thanos ritorna in Silver Surfer n. 34 (febbraio 1990) e rimane un personaggio preminente fino al n. 50 (giugno 1991) per poi apparire in The Thanos Quest nn. 1-2 (settembre - ottobre 1990) e Il guanto dell'infinito nn. 1-6 (luglio - dicembre 1991). Successivamente è stato un personaggio ricorrente in Warlock and the Infinity Watch nn. 1-42 (febbraio 1992-agosto 1995), seguito dai crossover La guerra dell'infinito nn. 1-6 (giugno-novembre 1992) e La crociata dell'infinito nn. 1-6 (giugno-novembre 1993). È poi apparso in Silver Surfer nn. 86-88 (novembre 1993-gennaio 1994), Warlock Chronicles nn. 6-8, Thor nn. 468-471, Cosmic Powers nn. 1-6 (marzo-luglio 1994) e Cosmic Powers Unlimited n. 1 (maggio 1995).
Il personaggio apparve in Ka-Zar (seconda serie) n. 4-11, Ka-Zar Annual (1997) prima di apparire in Thor (seconda serie) n. 21-25 (marzo-luglio 2000) e l'annual del 2000. Thanos apparve poi in Captain Marvel (quarta serie) n. 17-19 (giugno-agosto 2001), Avengers: Celestial Quest m. 1-8 (novembre 2001-giugno 2002), The Infinity Abyss n. 1-6 (agosto-ottobre 2002) e Marvel: The End n. 1-6 (2003).
Nel 2003 fu protagonista di una propria serie, Thanos (vol. 1) di dodici numeri mentre nel 2006 ebbe un ruolo importante nel crossover Annihilation. Venne quindi reintrodotto in Guardians of the Galaxy (vol. 2) n. 24-25 (aprile-maggio 2010) e fu tra i protagonisti in L'ordine di Thanos (luglio-dicembre 2010).
Nel 2014, Jim Starlin torna a lavorare su Thanos con Thanos Annual n.1 per poi scrivere e disegnare tre graphic novel con protagonisti il titano e Adam Warlock: The Infinity Revelation, The Infinity Relativity e The Infinity Finale.
Nel 2016 esordisce la seconda serie, Thanos (vol. 2) all'interno della linea Marvel NOW! realizzata da Jeff Lemire e Mike Deodato Jr.

## Biografia del personaggio
Thanos è uno dei due figli di Mentore e Sui-San, i primi Eterni a colonizzare Titano, la luna di Saturno. Contrariamente al fratello Eros e al resto degli abitanti di Titano, Thanos è nato deforme a causa di una malattia nota come "Sindrome Deviante", che gli ha conferito una pelle spessa e robusta di colore grigio-violaceo, un mento che richiama molto quello della razza Skrull, calvizie e un corpo massiccio. Negli anni, grazie a degli impianti cibernetici, è riuscito ad acquisire un'enorme forza, ma l'arma che più lo distingueva era la sua mente: la sua intelligenza, infatti, superava quella di tutti gli altri abitanti di Titano.
Thanos sostiene che tutti gli esseri viventi, nel profondo del cuore, siano come lui, ma non hanno il coraggio di riconoscerlo; esemplare a tal proposito è una storia appartenente al ciclo del Guanto dell'Infinito dove costringe Silver Surfer a ricordare il suo passato e a mostrargli i fallimenti subiti (la morte della madre e del padre per suicidio e l'apatia di Norrin ad entrambe). Thanos apostrofa Silver Surfer chiamandolo ipocrita, dicendogli che almeno lui lascia che la luce del giorno illumini i suoi crimini. Afferma che siamo tutti mostri, solo che alcuni hanno il coraggio di esserlo apertamente. Norrin risponde che quali che siano le sue mancanze sono nulla in confronto alle sue atrocità. Thanos e Silver Surfer sono sempre stati i perfetti opposti: quando la Morte lo resuscitò affermò che l'unico essere nell'universo che poteva ostacolare la sua missione era proprio Silver Surfer. Thanos si sbalordì, perché il lucente cavaliere degli spazi era molto più debole di lui, ma poi si accorse che il vero motivo per cui c'era una possibilità che potesse fermarlo era l'opposizione delle ideologie: Thanos argomenta a Silver Surfer le ragioni della sua ideologia, mostrandogli come anche se distrugge metà degli abitanti dell'universo "si limita ad asportare il cancro per salvare il paziente". Thanos ha dalla sua la fredda logica dei numeri e della visione del futuro più probabile, mentre Silver Surfer ha dalla sua solo il credere nella bontà della sua posizione.
Il rapporto fra Thanos e la sua famiglia appare molto complesso: se da un lato Thanos li odia più di tutti, dall'altro sono tra le poche persone che in qualche modo egli prende in considerazione (Thanos ha il vizio di considerare tutti coloro che non possono essergli utili o non sono alla sua altezza come degli incapaci). Disprezza nel modo più assoluto suo fratello Eros perché è sempre stato tutto quello che lui non sarà mai fin dall'infanzia: bello, accolto a braccia aperte e amato. Nella saga del Guanto dell'Infinito tiene in vita Eros solo per torturarlo. Non gli è mai importato molto di suo padre, Mentore, ma in qualche modo lo teme: quando sterminò metà della popolazione universale si assicurò che Mentore fosse tra i morti, perché avrebbe potuto fargli cambiare idea sulla visione delle cose se gli avesse parlato. Quanto alla madre Sui-san, sulla sua morte esistono due versioni differenti: una, quella più comune, afferma che Thanos l'ha uccisa aprendole il ventre, nell'altra Thanos racconta che sua madre rimase uccisa nell'assalto del suo esercito a Titano ma con suo rammarico poiché era l'unica che avrebbe potuto capirlo.
Thanos nutre un profondo rispetto per Adam Warlock, che considera il suo unico amico. Nella miniserie a lui dedicata, si impegna a recuperare la Gemma dell'Anima per salvare Adam, senza secondi fini apparenti.

### Cubo cosmico e Guanto dell'Infinito
Poco a poco Thanos si accostò alle arti oscure, una forma di magia nera proibita su Titano, e si dedicò a molti esperimenti scientifici anche su cavie umane. Adoratore della Morte, la sua prima vittima fu la propria madre, che aprì dalla gola all'inguine utilizzando un bisturi (il padre Mentore si reca spesso in preghiera sulla tomba della moglie e in un'occasione vi si recò in compagnia di Silver Surfer); Thanos, da adulto, si fece spesso vanto del fatto che il suo primo omaggio alla signora Morte fosse la propria madre. Dopo essere stato esiliato da Titano prese a viaggiare per l'universo a bordo dell'astronave Santuario II, distinguendosi per le malvagità compiute. Infatuato della Morte, per impressionarla mise insieme un esercito e riuscì a conquistare la sua ex-patria proclamandosi re.
Per diverse volte Thanos raggiunse il potere assoluto per poi perderlo, tutto per amore della Morte. La prima volta, con l'aiuto del Cubo Cosmico, acquisì poteri straordinari di cui si servì per respingere l'attacco di Capitan Marvel (Mar-Vell) e dei Vendicatori e per conquistare la Terra da donare poi alla sua amata. Nel momento di massimo potere assorbì tutta l'energia del Cubo Cosmico, lasciandolo cadere a terra completamente svuotato. Sconfisse i Vendicatori ma Capitan Mar-Vell riuscì a distruggere il Cubo, vera fonte del potere di Thanos.

Thanos con il Guanto dell'infinito, disegni di George Pérez e Ron Lim

In seguito, pensando di avere perso la stima della Morte, si propose di raccogliere le potenti Gemme dell'Infinito per riuscire a riconquistarla spegnendo, come tributo a lei, tutte le stelle dell'Universo. Una delle Gemme era in possesso di Adam Warlock che, come Thanos sapeva, era destinato in futuro a diventare Magus e ad ostacolare i suoi piani. Thanos interviene ad aiutare Warlock a combattere contro Magus e il suo impero religioso. Durante questa alleanza Thanos ottiene parte dell'energia dalla Gemma dell'Anima di Warlock. Thanos, che era riuscito ad impossessarsi delle altre cinque Gemme, le mise insieme, formando un'unica potentissima Gemma sintetica che usa per alimentare una arma capace di distruggere tutte le stelle della galassia. Warlock chiamò allora Capitan Marvel, Dragoluna e i Vendicatori, ma Thanos riuscì a catturare gli eroi e ad uccidere Warlock. In un grande combattimento su Santuario II sconfisse contemporaneamente e a mani nude Thor e La Cosa; ormai certo del suo trionfo e pronto a spegnere tutte le stelle, fu l'Uomo Ragno a liberare i Vendicatori e, con l'aiuto di molte entità cosmiche, richiamò anche in vita Warlock, la cui anima era rimasta imprigionata nella sua Gemma. Thanos fu sconfitto e trasformato in pietra da Warlock. Tempo dopo, mentre Mar-Vell stava morendo di cancro, lo spirito di Thanos appare per aiutarlo ad affrontare il viaggio nell'aldilà.
Molto tempo dopo la Morte scoprì una grande frattura, uno squilibrio tra il mondo dei vivi e quello dei morti, poiché le persone vive erano troppe rispetto ai morti e allora intervenne liberando l'anima di Thanos dal suo riposo nella pietra. Con il compito di uccidere metà degli esseri viventi dell'Universo per colmare lo squilibrio cosmico, Thanos scrutò a lungo nel Pozzo dell'Infinito che racchiudeva la saggezza cosmica degli eoni e decise di prendere le sei Gemme dell'Anima, da lui ribattezzate Gemme dell'Infinito sconfiggendo uno dopo l'altro gli Antichi dell'Universo: con le Gemme creò il Guanto dell'Infinito grazie al quale acquisì un potere pari a quello di un dio, diventando l'indiscusso essere supremo di questo Universo. A nulla valse la resistenza dei supereroi rimasti, provenienti da tutta la Galassia.
Warlock e i supereroi rimasti affrontarono Thanos in una fortezza da lui creata al centro dell'Universo, ma a uno a uno vennero uccisi. Arrivarono quindi varie entità cosmiche (Galactus, i Celestiali, Lord Caos e Mastro Ordine, lo Straniero, Cronos), ma anch'esse vennero abbattute; anche la Morte tradì Thanos, seppure lui le avesse offerto l'intero Universo in dono, e alla fine della battaglia Thanos sconfisse anche Eternità. Nebula, tuttavia, approfittò del momento di trionfo di Thanos per sottrargli il Guanto dell'Infinito: lo stato naturale venne quindi ripristinato e le Gemme furono divise e affidate ai Guardiani dell'Infinito. Thanos, dato per morto, in realtà aveva inscenato la sua morte e si era nascosto su un pianeta disabitato dove vive in pace facendo il contadino.

### Altre avventure
In seguito il contributo di Thanos, accanto a Warlock, fu decisivo per sconfiggere le due incarnazioni di Warlock stesso (Magus e La dea), create quando Warlock aveva utilizzato il Guanto dell'Infinito: aiutò quindi Infinità ed Eternità a sconfiggere Magus, il quale voleva sostituire gli eroi Marvel con delle incarnazioni alternative. Morte, per la prima volta, gli parlò direttamente e gli chiese di uccidere Warlock. In cambio di questo favore, promise che gli si sarebbe finalmente concessa in sposa. Thanos tuttavia, una volta tornato nel proprio corpo, lasciò in vita Warlock per girarsi contro Magus. Thanos e Warlock poi furono protagonisti di Sangue e Tuoni, saga in cui cercarono di fermare Thor che era stato consumato dalla Follia del Guerriero e minacciava la galassia. Thanos si recò ad Asgard dove combatté contro Odino a causa di un malinteso e fece crollare le mura della città divina. Warlock poi riuscì a convincere Odino ad aiutarli a salvare Thor dalla Follia del Guerriero.
Thanos si trovò poi a combattere accanto a Ganimede, Fante di cuori e Legacy contro Tyrant (ex-araldo di Galactus) per sottrarre a quest'ultimo una sfera di energia creata da Tyrant stesso e che drenava potere da vari esseri. Il titano riuscì nell'impresa ma scoprì che Tyrant disponeva comunque di molte altre sfere accumulate durante eoni passati a cercare energie da sottrarre e conservare per sé.
Si scontrò poi con Silver Surfer poiché l'araldo era stato scelto come consorte dalla Morte stessa. Il titano cercò di sacrificare il Cavaliere dei Cieli alla Morte, ma la Morte rifiutò l'offerta e bandì Thanos dal suo regno per sempre.
In seguito un clone di Thanos fu intrappolato in un'altra dimensione, da cui cercò più volte inutilmente di evadere, prima sfruttando Parnival Plunder (il fratello di Ka-Zar) e poi Hulk e X-Man. Un altro clone di Thanos si alleò con il mostro Mangog per ottenere alcuni artefatti magici e per catturare Tarene, nota anche come la Designata, con lo scopo di usarli per distruggere la galassia. Durante la loro ricerca, il clone di Thanos e Mangog devastarono il pianeta Rigel-3. il clone e Mangog furono sconfitti da Thor con l'aiuto di Firelord e le lacrime di Tarene per le vittime del clone di Thanos fecero scaturire delle fiamme che lo consumarono.
Il vero Thanos in seguito si allea con Genis-Vell (il figlio di Mar-Vell), Rick Jones e Thor per combattere contro il dio della morte Walker, che voleva eliminare Lady Morte stessa per prendere il suo posto come suprema entità della morte.
Thanos si trovò nuovamente ad affrontare i Vendicatori quando cercò di uccidere Mantis e suo figlio Quoi, il Messia Celeste. Mentre Thanos stava per avere la peggio, l'astronave su cui si trovavano fu circondata dal Rot, uno stato di non-essere che minacciava l'Eternità generato dalla Morte e da Thanos stesso. Tutti, inclusa la Morte, dovettero unire le forze per sconfiggere il Rot. In seguito Thanos sparì.

### Infinity AbysseMarvel: The End
Tutti gli eventi collegati a lui dopo essere stato bandito dalla Morte e gli scontri con Ka-Zar e Thor non erano stati causati da lui, ma da dei suoi cloni chiamati Thanosi. Egli aveva infatti creato dei cloni di sé stesso, che venivano tenuti in stasi, per testare le abilità di possibili nemici e alleati nella sua lotta contro Walker, ma i cloni furono considerati un fallimento da Thanos per i loro metodi eccessivamente distruttivi e li rinchiuse. Alcuni di questi Thanosi, liberati da un meteorite, cercarono di distruggere l'universo. Il vero Thanos, ancora una volta affiancato da Warlock e altri eroi, riuscì a fermarli.
Successivamente, un antico faraone egizio di nome Akhenaten volle conquistare la realtà grazie al potere del Cuore dell'Universo, un oggetto che racchiude la fonte dell'energia dell'universo stesso, e venne sconfitto solo grazie a Thanos, il quale si introdusse nella sua fortezza spalleggiato dai Difensori. La fonte del potere del Cuore era il Supremo e Thanos riuscì ad interrompere l'afflusso di energia al faraone e fece sua quell'energia, diventando più potente di quanto non fosse mai stato (persino più potente di quando aveva il Cubo Cosmico o il Guanto dell'Infinito). Accecato dalla propria grandezza, distrusse l'Universo Marvel e tutti i suoi personaggi, comprese le entità cosmiche come Eternità, Infinito e il Tribunale Vivente. Rimase da solo nel nulla, ma allora apparve Warlock (proveniente dalla dimensione dell'Ancora della Realtà) e gli spiegò che era stato usato dal Supremo per rimuovere l'anomalia tra la vita e la morte presente nell'Universo (allegoria del fatto che gli autori Marvel resuscitano quasi tutti i personaggi che muoiono). A questo punto, con solo Thanos e Warlock come ultimi esseri vivi, apparve la Morte, che parlò per la prima volta con affetto a Thanos, lo ringraziò per quello che aveva fatto e lo baciò chiamandolo "amore"; Thanos comprese che questo era quello che aveva sempre cercato e allora ripristinò l'universo sacrificandosi, facendo dimenticare a tutti tranne pochi l'accaduto.

### Annihilation
Dopo questo avvenimento Thanos cambiò il suo modo di vedere le cose, cercando di riparare almeno in parte ai massacri compiuti, mentre cercava costantemente l'amore della Morte. Thanos, affiancato da Adam Warlock, aiuta una colonia di Rigelliani a evacuare il loro pianeta prima che venga distrutto da Galactus. Durante la missione, Thanos scopre che Galactus cerca di radunare le Gemme dell'Infinito, intenzionato ad usarle per porre fine alla sua fame che lo porta a consumare i pianeti. Thanos scopre anche che Galactus è manipolato a sua insaputa da una mostruosa entità extradimensionale chiamata Hunger, che vuole essere liberata da Galactus in modo da poter divorare l'universo. Thanos fallisce nel cercare di fermare Galactus nel liberare Hunger. Quando l'entità rivela il suo piano di mangiare l'universo, Galactus e Thanos uniscono le forze per distruggerla.
Thanos visita la prigione cosmica Kyln, dove con l'aiuto di Star-Lord, riesce a sconfiggere Kosmos, un Arcano impazzito e successivamente prende il controllo del Caduto, un araldo ribelle di Galactus. Così, durante la guerra nota come Annihilation, Thanos aiutò Annihilus a catturare gli araldi di Galactus e, con l'aiuto di alcune antiche divinità cosmiche Aegis e Tenebroso, riuscì ad abbattere lo stesso. Dopo aver scoperto le vere intenzioni di Annihilus, tuttavia, Thanos decide di liberare Galactus, ma venne distratto da una apparizione della Morte e poi raggiunto da Drax il distruttore, che lo colse di sorpresa e lo uccise strappandogli il cuore dal petto. Dopo il duello tra Annihilus e l'eroe Nova, quest'ultimo vede Thanos abbracciato alla Morte. Il Titano ottenne dunque quello che aveva sempre desiderato: governare al fianco del suo amore, la Morte.

### Realm of Kings
Dopo la sconfitta delle truppe di Annihilus, il corpo di Thanos, alla deriva nello spazio, viene trovato da Adam Warlock che, comprendendo la sua utilità per l'equilibrio cosmico, lo avvolge in un bozzolo protettivo. Questo bozzolo venne poi recuperato dalla Chiesa Universale della Verità, che decise di preservarlo ritenendolo legato al ciclo vitale del loro messia Magus. In seguito, durante gli eventi legati a Realm of Kings, tale Chiesa ha riportato in vita Thanos come nuovo avatar della Morte, furioso per essere stato strappato alla felicità della sua amata. Star-Lord, tuttavia, lo sconfigge usando l'energia residua di un Cubo Cosmico danneggiato.

### L'Ordine di Thanos
Come avatar della Morte, Thanos diventa una figura chiave nella guerra contro gli invasori del Cancroverso: in questa realtà, infatti, la morte è stata uccisa (tramite un procedimento chiamato "Necroscopia") e la vita regna sovrana tramite Capitan Marvel che, per sconfiggere il cancro che lo stava uccidendo, è diventato il nuovo avatar della vita. Giunti nell'universo 616 attraverso la Faglia apertasi alla fine di War of Kings, gli invasori vogliono ripetere lo stesso procedimento mettendosi sulle tracce di Thanos. Il titano si allea con i Guardiani della Galassia per fermare l'invasione, nonostante lo scetticismo di Drax (che non potrà trattenersi dal cercare di uccidere Thanos, venendo però ucciso dal Titano a sua volta) e si inoltra nell'universo rivale dove, con un abile stratagemma, riesce a ingannare Cancer Mar-vell e a invocare la Morte, che distrugge gli Esseri dai Molti Angoli riaffermando l'equilibrio tra vita e morte. Star-Lord e Nova si sacrificano poi per trattenerlo nel morente Cancroverso.

### Avengers Assemble
Misteriosamente Thanos riesce a sopravvivere e ad evadere dal Cancroverso, facendo quindi ritorno nella nostra realtà. Scoperto che sulla Terra si trovavano il Nullificatore Assoluto e un cubo cosmico, invia lo Zodiaco ai suoi ordini e da lui potenziato a indagare, ma i Vendicatori si intromettono e Thanos è costretto a intervenire personalmente. Sbarazzatosi dei Vendicatori, il Titano si impadronisce del Cubo, che si scopre essere un contenitore artificiale che immagazzinava energie cosmiche ma del tutto instabile: così nemmeno Thanos riesce a controllarlo, finendo per trasformarsi in una versione gigantesca e interamente fatta di energia cosmica di se stesso. I Vendicatori devono quindi allearsi con i Guardiani della Galassia e, alla fine, Thor riesce a separare Thanos dal cubo utilizzando un congegno inventato appositamente da Iron Man. Il Titano viene attaccato da Vendicatori, Fantastici 4 e Guardiani della Galassia ma, prima che possa reagire, intervengono lo Straniero, gli Antichi dell'Universo e l'Intermediario, che prendono in custodia il Titano.

### Infinity
Thanos invade la Terra dopo essere stato informato che i Vendicatori hanno lasciato il pianeta per combattere i Costruttori: lancia quindi un assalto a Attilan per poi offrirsi di risparmiare il pianeta in cambio delle uccisioni di tutti gli inumani di età compresa fra i 16 e 22 anni. Freccia Nera rivela che il vero scopo di Thanos era quello di trovare suo figlio Thane, un ibrido Eterno/Inumano che Thanos aveva segretamente generato anni fa. Alla fine Thanos viene imprigionato in una dimensione-tasca da Thane.

### La cabala
Thanos viene liberato da Namor e va a formare con lui, l'inumano Maximus, Cigno Nero, Terrax, Gamma Corvi e Proxima Media Nox la formazione della Cabala, che si incarica di distruggere le Terre che entrano in collisione con Terra 616 su cui essi si trovano durante le Incursioni tra dimensioni parallele, informando anche i governi mondiali di ciò che sta accadendo; dopo qualche tempo tuttavia si verifica l'Incursione finale tra Terra 616 e Terra 1610 (l'Universo Ultimate), nella quale entrambe le Terre vengono distrutte e con esse i rispettivi universi. I membri della Cabala riescono tuttavia a salvarsi grazie ad una scialuppa di salvataggio del Creatore, il folle e crudele Reed Richards di Terra 1610, conosciuto poco tempo prima.

### Secret Wars
Thanos, gli altri membri della Cabala e il Creatore, otto anni dopo l'Incursione finale, si ritrovano su Battleword, un mondo creato da un onnipotente Dottor Destino dall'insieme di parti di numerose Terre vittime delle Incursioni. Qui i membri della Cabala, collaborando con i pochi eroi di Terra 616 sopravvissuti, daranno vita ad una rivolta capitanata da Maximus, che si farà chiamare il "Profeta", che in poco tempo si estenderà a tutta Battleword spingendo Destino a scendere in campo contro di loro, intanto, Thanos, convince La Cosa, Tramutata da Destino in un muro che impediva a mostri, robot di Ultron e alle orde di Annihilus di invadere il Regno di Destino, a ribellarsi al suo padrone e di attaccare il castello di Destino, prima che quest'ultimo venga sconfitto da Reed Richards, che gli sottrarrà i poteri distruggendo Battleword e ricreando il Multiverso, Thanos, alla guida delle orde di Annihilus, affronterà Destino, il folle titano lo deriderà per essere riuscito a salvare solo i rimasugli di tutti i mondi, nonostante il suo potere, Destino, rimanendo calmo e controllato gli offre di farlo diventare il barone della Terra Desolata e di permettergli di rimanere al comando delle orde di Annihilus tuttavia Thanos gli dice che era assurdo che Destino gli offrisse un accordo visto che anche lui era stato un dio quando era in possesso del Guanto dell'Infinito, sempre in modo controllato Destino gli chiede se ora possiede il Guanto dell'Infinito, alla risposta di Thanos, che sprezzante dichiara di non avere bisogno di nessuno Guanto dell'Infinito contro di lui, Destino lo uccide con un solo colpo, riducendo il folle titano in un mucchio d'ossa.

### La nuovissima Marvel
Thanos, risorto, si scontra poi con suo figlio Thane, nuovo amante di Morte. Thane ha creato una squadra per ucciderlo tra cui Tryco Slatteri (il campione dell'universo), Starfox e Nebula. Thanos però è vulnerabile dato che una sorta di tumore lo sta uccidendo, chiede a suo padre Mentore di curarlo, ma dopo il rifiuto di questi Thanos lo uccide. Viene rintracciato dalla guardia imperiale Shi'har che lo cattura, Thanos però evade. Il matto titano viene poi quasi ucciso da suo figlio e poi imprigionato da potenti entità cosmiche chiamate le Sorelle dell'Eternità. In questa prigionia mentale Thanos si vede a capo di una squadra di Avengers, in un'esistenza molto più gloriosa ed eroica di quella vera. Thanos alla fine comprende il trucco e riesce a sfuggire al loro tranello riguadagnando poteri e salute e a tornare nella realtà. In un'ultima battaglia sconfigge e intrappola suo figlio Thane nella stessa prova da lui subita.

### Thanos: Infinity revelation
Thanos, insieme ad un risorto Adam Warlock si avventura alla scoperta di una realtà completamente nuova, fino ad assorbirne il potere e distruggerla. Thanos resta illeso ma il Warlock della nostra dimensione viene sostituito da un altro, in cui si riversa tutto il potere infinito della realtà distrutta.

### Thanos: Infinity relativity
Thanos, insieme ai Guardiani della galassia e a Pip il troll deve proteggere il potentissimo ma inesperto Warlock dalle mire del tiranno Annihilus. Purtroppo alla fine Annihilus riesce a rapire Warlock e a imprigionare Thanos nel nulla.

### Thanos: The infinity finale
Thanos riesce a fuggire dal nulla e si risveglia alcuni mesi dopo l'avventura precedente: buona parte dell'universo è ridotta in rovina e la Terra è distrutta. Solo un piccolo manipolo di eroi e supercriminali si nasconde sulla Luna. Vengono rintracciati da Annihilus che ne uccide buona parte, e proprio quando Thanos sta per soccombere l'universo sparisce. Warlock si è risvegliato, e per sbaglio ha distrutto ogni cosa. Restano solo Thanos e Warlock che chiedono aiuto al Supremo per far tornare l'universo. Una volta ritornato tutto i due sconfiggono Annihilus e il Warlock della nostra realtà ritorna, lasciando che il suo alter ego diventi il nuovo Tribunale vivente.

### Thanos: The Infinity Siblings
Thanos è finalmente felice insieme alla sua amata Lady Morte, fino a quando non scoprirà un'anomalia temporale su Titano, finendo per tuffarsi in un viaggio tra passato e presente insieme a suo fratello Eros, anche conosciuto come Starfox, e al criminale Kang contro un nemico dal potere inimmaginabile.

## Comprimari
- Adam Warlock
- Nebula: afferma di essere sua nipote pur non essendo realmente imparentata con lui; i due hanno cercato più volte di uccidersi;
- Drax il Distruttore: un essere creato dal dio Kronos per difendere Titano da Thanos; l'unico scopo della vita di Drax è uccidere Thanos;
- Gamora: per qualche tempo Thanos ha allevato una figlia adottiva con l'intento di farle distruggere il Magus; inizialmente Gamora era solo una pedina per i suoi scopi, ma successivamente Thanos si è affezionato realmente a lei come a una figlia;
- Pip il Troll
- Thanosi: Thanos ha creato un gruppo di cloni mischiando il suo DNA con quelli di vari supereroi dell'universo Marvel per testare le capacità di potenziali nemici e alleati; furono gli antagonisti di Infinity Abyss.

## Poteri e abilità
Thanos dispone di abilità fisiche e intelligenza sovrumane ed è immune a qualunque tipo di malattia; il suo invecchiamento si è bloccato al raggiungimento dell'età adulta e possiede processi di guarigione accelerati.
Tra i suoi poteri principali figura quello di generare e manipolare l'energia cosmica a proprio piacimento, che usa per aumentare ulteriormente la sua forza o sprigionandola sotto altre forme: la portata massima di tale facoltà è sconosciuta, ma con i suoi attacchi è stato capace di tramortire Thor e Hulk e persino atterrare Galactus danneggiandone leggermente l'armatura; unendo le sue forze con quelle dell'Intermediario, è riuscito a liberare quest'ultimo dalla prigione in cui lo avevano relegato Mastro Ordine e Lord Caos. Possiede anche limitate capacità di manipolazione della materia, avendo trasformato Skragg in pietra in un'occasione, e grandi poteri telepatici, avendo dimostrato di essere in grado di resistere agli attacchi psichici di Dragoluna e Mantis, di costringere Hulk ad attaccare gli altri Avengers, di indurre l'Anti-Uomo a distruggere la cella in cui era rinchiuso e persino di far impazzire i Sacerdoti di Pama; è inoltre in grado di usare una tecnica psichica chiamata Time Mind Sync Warp, usata una volta contro Drax il Distruttore in Captain Marvel (prima serie) #28, che porta la mente della vittima in una dimensione di terrore che causa la perdita dei sensi o la morte.
Tramite avanzatissimi innesti cibernetici ha accresciuto la propria prestanza fisica fino a superare di gran lunga quella del più forte degli Eterni e, dopo averlo resuscitato, Morte ha amplificato queste sue capacità rendendole smisurate se non proprio illimitate: si è infatti rivelato in grado di respingere con un solo pugno un furioso attacco frontale di Hulk, sottomettere senza problemi Beta Ray Bill e Ronan l'accusatore (distruggendo anche l'Arma Universale del secondo), di sconfiggere facilmente Silver Surfer, di combattere con Thor mentre quest'ultimo era potenziato dalla Gemma del Potere e, dando pieno sfogo alla propria potenza, di distruggere interi pianeti con la sola potenza dei suoi colpi; incrementando ulteriormente la sua forza grazie ad una speciale fonte di energia esterna, è riuscito addirittura a fronteggiare Tyrant in combattimento. È stato colpito da ben tre urla di Freccia Nera e dai raggi di Norrin Radd senza riportare ferite e, durante lo scontro con il Dio del Tuono sopra descritto, una serie di furiosi attacchi da lui sferrati gli hanno causato soltanto una lieve perdita di sangue dal naso; ha inoltre resistito a colpi di potenza planetaria, all'esposizione ad una singolarità artificiale e persino ai raggi di Odino e Galactus.
È inoltre un esperto nel combattimento corpo a corpo e nelle arti mistiche al punto da essere riuscito a maledire Deadpool in modo simile a quanto fatto da Morte allo stesso Thanos bandendolo dal regno della sua amata: al tal proposito si può notare come il Titano Pazzo faccia spesso uso di uno speciale trono tecno-mistico, con il quale possiede un potente legame telepatico, grazie al quale è in grado di generare impenetrabili barriere di energia, di teletrasportarsi ovunque voglia e di volare a velocità super-luminali; dispone anche di un'avanzatissima macchina del tempo, da lui chiamata "Sonda Temporale", e di una flotta di potenti navi spaziali tra le quali figurano la Sanctuary, la Demeter e la Dreadnaught-666. Ha persino costruito il prototipo dello speciale Fucile di Stasi, un'arma in grado di sparare un unico ma potente colpo che blocca il bersaglio all'interno di un impenetrabile cubo di energia dentro al quale giace in stato appunto di stasi, e ha al suo servizio un'armata di avanzatissimi droni dotati di diverse funzioni.
Per un certo periodo di tempo, inoltre, è stato in possesso del Guanto dell'Infinito, grazie al quale era sostanzialmente onnipotente.

## Altre versioni
- Ultimate: nell'universo Ultimate Thanos grazie ad un cubo cosmico è riuscito a mettere in seria difficoltà gli Ultimates, tanto da farli alleare con i Fantastici Quattro. In questa realtà Thanos è anche il padre di Ronan.
- Marvel 2099: in Doctor Doom 2099 e Spider-Man 2099 si accenna molte volte alla sua presenza, senza che però appaia mai.
- What If...?: nell'albo della serie What If...? Cosa sarebbe successo se il Dottor Destino avesse avuto il guanto dell'infinito Thanos, dopo aver ottenuto il guanto dell'infinito viene sconfitto da un macchinario del Dottor Destino, quest'ultimo gli ruba il guanto per poi riplasmare la realtà a sua immagine e somiglianza.
- Thanos vs Beyonder: in uno one-shot inedito, Thanos notando l'enorme mole di potere dell'Arcano, lo sfida in un combattimento venendo quasi distrutto ma riuscendo poi a rialzarsi e a batterlo. Alla fine interviene il Tribunale Vivente che separa i due.
- Vendicatori/JLA: in questo crossover Thanos viene più volte citato e viene visto anche Darkseid con il guanto dell'infinito, con cui si fronteggia verbalmente venendo chiamato da quest'ultimo una versione mal riuscita di sé.
- Marvel Zombi: in Marvel Zombi 2 Thanos appare brevemente come uno degli "zombi cosmici" capitanati da Hank Pym: qui, dopo che lui e gli altri zombi hanno consumato tutto il consumabile nell'universo, avendo ancora fame dà dell'ingordo a Hulk, il quale per la rabbia gli spappola la testa con le mani uccidendolo.

## Altri media

### Marvel Cinematic Universe

Thanos interpretato attraverso motion capture da Josh Brolin in Avengers: Infinity War (2018)

Thanos è stato scelto da Joss Whedon, fan delle prime storie di Starlin sul personaggio, come la mente dietro l'attacco di Loki nel film The Avengers, divenendo l'antagonista principale della "Saga dell'infinito" nel Marvel Cinematic Universe (MCU), apparendo in cinque pellicole con un ruolo sempre più rilevante. Come nei fumetti è uno degli esseri più potenti dell'universo, ma ha una storia e degli obiettivi molto diversi dal folle titano nichilista bramoso di morte, amore e conoscenza ideato da Starlin: in Avengers: Infinity War viene, infatti, rivelato che il suo scopo è quello di recuperare le Gemme dell'infinito per riequilibrare la vita nell'universo, sterminando metà degli esseri che lo popolano affinché l'altra metà sopravviva e prosperi, evitandogli una fine come quella della sua specie nel pianeta Titano, perita per le conseguenze dovute alla sovrappopolazione. Alla sua prima apparizione, in The Avengers, è interpretato da Damion Poitier, mentre nel resto del franchise, a partire da Guardiani della Galassia, è interpretato da Josh Brolin tramite la performance capture. Il personaggio, soprattutto per il suo ruolo in Infinity War, è stato molto apprezzato dalla maggior parte dei fan e dalla critica del settore, venendo indicato come il miglior villain del MCU e inserito fra i più grandi cattivi cinematografici del XXI secolo.
- In The Avengers (2012) compare in una scena a metà dei titoli di coda dove si scopre essere il mandante dell'esercito dei Chitauri fornito al Dio dell'Inganno asgardiano Loki per attaccare New York sulla Terra.[16][17]
- Il personaggio non compare fisicamente, viene solo menzionato nella serie televisiva Agents of S.H.I.E.L.D. (2013).
- In Guardiani della Galassia (2014) Thanos, insieme al kree Ronan l'Accusatore e sua figlia Nebula, ricerca la Gemma dell'infinito del potere in mano ai Guardiani, ma viene tradito dai due una volta che ne entrano in possesso.[18] Originariamente aveva un ruolo maggiore ma Whedon sentiva che il personaggio necessitasse di essere sviluppato con più calma.
- In Guardiani della Galassia Vol.2 (2017) Thanos non appare mai, tuttavia viene ripetutamente nominato da Nebula, la quale alla fine del film parte per ucciderlo per vendicarsi della sua infanzia tormentata.
- In Avengers: Age of Ultron (2015) appare in una scena a metà titoli di coda, dove prende il Guanto dell'infinito vuoto affermando che è intenzionato a recuperare lui stesso tutte e sei le Gemme dell'infinito.
- In Thor: Ragnarok (2017) non appare mai, ma nella scena mid-credit si vede la sua nave attaccare quella dei profughi asgardiani
- In Avengers: Infinity War (2018), Thanos intercetta la nave asgardiana, sterminandone metà equipaggio (sconfiggendo Thor e Hulk, e uccidendo, tra gli altri, Heimdall e Loki) e recupera la Gemma dello spazio, dopo essersi già impadronito in precedenza di quella del potere. Mentre ordina all'Ordine Nero di recuperare la Gemma della mente e del tempo sulla Terra, egli si reca su Ovunque, dove recupera la Gemma della Realtà dal Collezionista e rapisce la sua stessa figlia adottiva Gamora per farsi dire dove si trovi la Gemma dell'Anima, apprendendo di doverla riluttantemente sacrificare sul pianeta Vormir per ottenerla. Tornato su Titano, affronta Iron Man, il Dottor Strange, Spider-Man, Star-Lord, Drax, Mantis e Nebula, sconfiggendoli al termine di un'aspra battaglia e riuscendo infine a recuperare la Gemma del Tempo dal Maestro delle Arti Mistiche, che gliela consegna a patto che egli risparmi la vita a Tony Stark. Infine, si reca in Wakanda, recuperando l'ultima Gemma, quella della mente, uccidendo Visione. Pur venendo ferito gravemente da Thor, riesce infine a utilizzare il Guanto dell'Infinito (ora completo di tutte le Gemme) per spazzare via dall'esistenza il 50% degli esseri viventi nell'universo, uccidendo miliardi di vite.
- In Ant-Man and the Wasp (2018) e Captain Marvel (2019) anche se non appare fisicamente di persona, gli effetti della sua azione di sterminio si notano anche nelle scene dei titoli di coda di entrambi i film.
- In Avengers: Endgame (2019), Thanos viene rintracciato dagli Avengers mediante l'aiuto di Nebula e della nuova arrivata Carol Danvers: constatata l'irreparabilità del danno fatto dal perfido titano, poiché egli ha distrutto le Gemme dopo averle utilizzate per rendere irreversibile ciò che ha fatto, viene decapitato a sangue freddo da Thor. Cinque anni dopo, i supereroi iniziano a viaggiare nel tempo per recuperare le Gemme nel passato e usarle per riportare in vita tutte le vittime di Thanos nel presente. Venuto a conoscenza di questo piano, il Thanos del passato è soddisfatto nello scoprire che vincerà ma allo stesso tempo ne rimane sconvolto rendendosi conto che sarà costretto a sacrificare l'amata figlia Gamora e che morirà in maniera ingloriosa e che nonostante le perdite e i sacrifici fatti sarà tutto inutile perché tale vittoria sarà annullata da questa missione dei suoi nemici. Deciso a impedire la morte di Gamora avendo capito che gli Avengers sarebbero stati costretti a sacrificare uno di loro per recuperare la Gemma dell’Anima e volendo cambiare il suo destino e non morire, fa sostituire la Nebula venuta dal futuro col suo alter-ego (ancora fedele a lui), facendosi quindi trasportare nel presente degli Avengers per sottrarre loro le Gemme recuperate nel viaggio nel tempo e durante il suo nuovo faccia a faccia con loro si dichiara deluso dal fatto che nonostante tutto ciò che ha fatto per salvare l'universo dalla sovrappopolazione per colpa loro nessuno sarà capace di accettare ciò che deve essere e che nessuno nell'universo accetterà ciò che fatto per salvare tutta la popolazione universale dalla sovrappopolazione. Stufatosi degli Avengers per aver interferito con il suo piano di salvezza universale per liberarsi della popolazione in eccesso presente in tutto l'universo decide di vendicarsi degli Avengers usando le Gemme per distruggere l'intero universo e ricrearlo daccapo senza più rischi di sovrappopolazione in modo che nessuno ricordi il precedente e quindi si ribelli e finalmente di avere un universo che gli sarà grato stavolta. Dopo un aspro combattimento contro gli Avengers e i loro alleati, molti dei quali riportati in vita da Hulk mediante l'utilizzo delle Gemme, riesce a impossessarsi di esse, ma tale ultimo sforzo viene vanificato da Iron Man che, dopo avergliele furtivamente sottratte, le usa per uccidere lui e i suoi alleati: Thanos si accascia a terra contemplando il suo fallimento ma accettando la sconfitta, prima di disintegrarsi in cenere insieme con l'Ordine Nero e il suo esercito.
- Thanos non compare più fisicamente, viene solo menzionato nell'ultimo film della Saga dell'infinito, Spider-Man: Far from Home (2019), e in alcuni capitoli cinematografici della Saga del multiverso in cui vengono mostrate le conseguenze sociali delle sue azioni e le ripercussioni psicologiche sugli eroici protagonisti: Shang-Chi e la leggenda dei Dieci Anelli (2021), Thor: Love and Thunder (2022) e Black Panther: Wakanda Forever (2022), e le serie televisive WandaVision (2021), The Falcon and the Winter Soldier (2021), Loki (2021) e Hawkeye (2021).
- Thanos compare anche nella serie animata What If...? (2021).
- In Eternals (2021), gli Eterni scoprono che l'improvviso ritorno delle vittime di Thanos ha fornito l'energia necessaria al Celestiale Tiamat per poter emergere dal nucleo terrestre. Nella scena dopo i titoli di coda Thena, Druig e Makkari incontrano Eros, fratello di Thanos.
- In Spider-Man: No Way Home (2021), Peter Parker racconta alle sue varianti alternative (della Terra-96283 e della Terra-120703) di aver combattuto un alieno viola sia nello spazio che sulla Terra, facendo un riferimento a Thanos.
- In Doctor Strange nel Multiverso della Follia (2022) appare una variante di Thanos nell'altro universo alternativo catalogato come la Terra-838, durante un flashback che il professor Charles Xavier mostra telepaticamente al Dottor Strange della Terra-616. In questo universo, Thanos è stato ucciso sul pianeta Titano dal Supreme Strange della Terra-838 attraverso l'uso dell'oscuro libro del Darkhold e appare ormai morto, infilzato nel petto dalla sua stessa spada a doppia lama.

### Televisione
- Silver Surfer (1998), dove causa il recupero dei ricordi di Norrin Radd, mentre scrutava nella sua mente alla ricerca dei segreti di Galactus. In questa serie, Thanos è ritratto secondo il periodo nichilista: vaga per l'universo con la sua astronave sterminando interi pianeti, ma invece di offrire le vite alla Morte le offre alla Signora del Caos (Lady Chaos):[19] la causa di questo cambiamento è la censura del termine "morte", imposta dal network Fox. Al di là della trama dei vari episodi, l'unica differenza palese coi fumetti è che nel cartone Thanos e suo fratello Eros sono stati creati artificialmente da Mentore e la sua deformità/potenza distruttiva non sono causate dalla Sindrome Deviante, ma dal fatto che è stato generato per punire e vendicare. Nell'ultimo episodio, Thanos si impadronisce della Sorgente del Tempo Universale e riesce così a controllare il tempo di tutte le realtà, cosa che lo rende in grado di minacciare tutto ciò che esiste, perfino le entità cosmiche. Riesce ad uccidere ogni essere vivente, compresi Eternità e Galactus, ma viene affrontato da Silver Surfer, unico rimasto ad opporglisi. La serie fu poi cancellata, ma il finale prevedeva che Thanos fosse ucciso dalla stessa Morte, delusa dal suo operato, e che Silver Surfer usasse poi il suo congegno per riattivare il Big Bang e ricreare l'universo.
- Thanos è l'antagonista principale nella seconda stagione della serie animata Super Hero Squad Show (2009).[20]
- Il personaggio compare come antagonista principale nella seconda stagione della serie animata Avengers Assemble (2013).[21]
- Thanos è l'antagonista principale della serie animata Guardiani della Galassia (2015).[22]

### Letteratura

#### Libri
- Thanos - Signore della guerra (2018), in questo romanzo fantascientifico di Barry Liga è raccontata la storia del titano prima degli avvenimenti dei film dell'MCU. Il romanzo non è però canonico del franchise.

### Videogiochi
- Marvel Super Heroes
- Marvel vs. Capcom 2: New Age of Heroes
- Marvel Super Hero Squad: The Infinity Gauntlet
- Marvel vs. Capcom: Infinite
- Marvel: Sfida dei campioni
- LEGO Marvel Super Heroes
- LEGO Marvel's Avengers
- LEGO Marvel Super Heroes 2
- Fortnite Battle Royale
- Marvel: La Grande Alleanza 3 - L'Ordine Nero[23]
- Marvel's Guardians of the Galaxy